# Тркачка видео-игра
Тркачка видео-игра (енгл. racing video game) је жанр видео-игара, било из првог или трећег лица, у којем играч учествује у аутомобилским тркама у било којим срединама: на копну, у води, ваздуху или свемиру. Постоје и поджанрови, од реалних симулатора до узбудљивих аркадних тркачких игара. Тркачке игре такође могу спадати у категорију спортских игара.       